# Lista planetelor minore/157701–157800
Aceasta este Lista planetelor minore/157701–157800; pentru a naviga prin lista completă vezi Lista planetelor minore.
Pentru ale detalii vezi și Proiect:Astronomie sau Portal:Astronomie.
| Nume            | Denumire provizorie | Data descoperirii  | Locul descoperirii | Descoperitor(i)                                        |
| --------------- | ------------------- | ------------------ | ------------------ | ------------------------------------------------------ |
| 157701 -        | 2006 AD21           | 5 ianuarie 2006    | Catalina           | CSS                                                    |
| 157702 -        | 2006 AZ21           | 5 ianuarie 2006    | Catalina           | CSS                                                    |
| 157703 -        | 2006 AW27           | 5 ianuarie 2006    | Catalina           | CSS                                                    |
| 157704 -        | 2006 AL29           | 2 ianuarie 2006    | Catalina           | CSS                                                    |
| 157705 -        | 2006 AS35           | 4 ianuarie 2006    | Mount Lemmon       | Mount Lemmon Survey⁠(d)                                 |
| 157706 -        | 2006 AD51           | 5 ianuarie 2006    | Kitt Peak          | Spacewatch                                             |
| 157707 -        | 2006 AM51           | 5 ianuarie 2006    | Kitt Peak          | Spacewatch                                             |
| 157708 -        | 2006 AO56           | 7 ianuarie 2006    | Mount Lemmon       | Mount Lemmon Survey⁠(d)                                 |
| 157709 -        | 2006 AA57           | 7 ianuarie 2006    | Mount Lemmon       | Mount Lemmon Survey                                    |
| 157710 -        | 2006 AR68           | 5 ianuarie 2006    | Mount Lemmon       | Mount Lemmon Survey                                    |
| 157711 -        | 2006 AU68           | 5 ianuarie 2006    | Mount Lemmon       | Mount Lemmon Survey                                    |
| 157712 -        | 2006 AX70           | 6 ianuarie 2006    | Kitt Peak          | Spacewatch                                             |
| 157713 -        | 2006 AO71           | 6 ianuarie 2006    | Mount Lemmon       | Mount Lemmon Survey⁠(d)                                 |
| 157714 -        | 2006 AO74           | 6 ianuarie 2006    | Anderson Mesa      | LONEOS                                                 |
| 157715 -        | 2006 AW79           | 6 ianuarie 2006    | Anderson Mesa      | LONEOS                                                 |
| 157716 -        | 2006 AK81           | 5 ianuarie 2006    | Socorro            | LINEAR                                                 |
| 157717 -        | 2006 AV83           | 5 ianuarie 2006    | Socorro            | LINEAR                                                 |
| 157718 -        | 2006 AF97           | 5 ianuarie 2006    | Socorro            | LINEAR                                                 |
| 157719 -        | 2006 BY16           | 22 ianuarie 2006   | Anderson Mesa      | LONEOS                                                 |
| 157720 -        | 2006 BD20           | 22 ianuarie 2006   | Anderson Mesa      | LONEOS                                                 |
| 157721 -        | 2006 BS26           | 24 ianuarie 2006   | Piszkéstető⁠(d)     | K. Sárneczky⁠(d)                                        |
| 157722 -        | 2006 BR30           | 20 ianuarie 2006   | Kitt Peak          | Spacewatch                                             |
| 157723 -        | 2006 BA31           | 20 ianuarie 2006   | Kitt Peak          | Spacewatch                                             |
| 157724 -        | 2006 BK48           | 25 ianuarie 2006   | Kitt Peak          | Spacewatch                                             |
| 157725 -        | 2006 BL50           | 25 ianuarie 2006   | Kitt Peak          | Spacewatch                                             |
| 157726 -        | 2006 BH51           | 25 ianuarie 2006   | Kitt Peak          | Spacewatch                                             |
| 157727 -        | 2006 BZ63           | 22 ianuarie 2006   | Mount Lemmon       | Mount Lemmon Survey⁠(d)                                 |
| 157728 -        | 2006 BX77           | 23 ianuarie 2006   | Mount Lemmon       | Mount Lemmon Survey                                    |
| 157729 -        | 2006 BV85           | 25 ianuarie 2006   | Catalina           | CSS                                                    |
| 157730 -        | 2006 BS88           | 25 ianuarie 2006   | Kitt Peak          | Spacewatch                                             |
| 157731 -        | 2006 BW105          | 25 ianuarie 2006   | Kitt Peak          | Spacewatch                                             |
| 157732 -        | 2006 BB138          | 28 ianuarie 2006   | Mount Lemmon       | Mount Lemmon Survey⁠(d)                                 |
| 157733 -        | 2006 BJ148          | 19 ianuarie 2006   | Catalina           | CSS                                                    |
| 157734 -        | 2006 BQ149          | 24 ianuarie 2006   | Anderson Mesa      | LONEOS                                                 |
| 157735 -        | 2006 BP151          | 25 ianuarie 2006   | Kitt Peak          | Spacewatch                                             |
| 157736 -        | 2006 BB155          | 25 ianuarie 2006   | Kitt Peak          | Spacewatch                                             |
| 157737 -        | 2006 BX161          | 26 ianuarie 2006   | Anderson Mesa      | LONEOS                                                 |
| 157738 -        | 2006 BJ183          | 27 ianuarie 2006   | Socorro            | LINEAR                                                 |
| 157739 -        | 2006 BG189          | 28 ianuarie 2006   | Kitt Peak          | Spacewatch                                             |
| 157740 -        | 2006 BP199          | 30 ianuarie 2006   | Kitt Peak          | Spacewatch                                             |
| 157741 -        | 2006 BE202          | 31 ianuarie 2006   | Kitt Peak          | Spacewatch                                             |
| 157742 -        | 2006 BX214          | 24 ianuarie 2006   | Socorro            | LINEAR                                                 |
| 157743 -        | 2006 BW219          | 30 ianuarie 2006   | Kitt Peak          | Spacewatch                                             |
| 157744 -        | 2006 BX237          | 31 ianuarie 2006   | Kitt Peak          | Spacewatch                                             |
| 157745 -        | 2006 BF249          | 31 ianuarie 2006   | Kitt Peak          | Spacewatch                                             |
| 157746 -        | 2006 BX270          | 26 ianuarie 2006   | Catalina           | CSS                                                    |
| 157747 Mandryka | 2006 CS9            | 2 februarie 2006   | Tenagra II⁠(d)      | J.-C. Merlin⁠(d)                                        |
| 157748 -        | 2006 CP18           | 1 februarie 2006   | Mount Lemmon       | Mount Lemmon Survey⁠(d)                                 |
| 157749 -        | 2006 CC31           | 2 februarie 2006   | Kitt Peak          | Spacewatch                                             |
| 157750 -        | 2006 CF44           | 3 februarie 2006   | Kitt Peak          | Spacewatch                                             |
| 157751 -        | 2006 CE51           | 4 februarie 2006   | Kitt Peak          | Spacewatch                                             |
| 157752 -        | 2006 CS53           | 4 februarie 2006   | Catalina           | CSS                                                    |
| 157753 -        | 2006 DG3            | 20 februarie 2006  | Kitt Peak          | Spacewatch                                             |
| 157754 -        | 2006 DP51           | 24 februarie 2006  | Kitt Peak          | Spacewatch                                             |
| 157755 -        | 2006 DC100          | 25 februarie 2006  | Mount Lemmon       | Mount Lemmon Survey⁠(d)                                 |
| 157756 -        | 2006 EE25           | 3 martie 2006      | Kitt Peak          | Spacewatch                                             |
| 157757 -        | 2006 EF47           | 4 martie 2006      | Kitt Peak          | Spacewatch                                             |
| 157758 -        | 2007 AU25           | 15 ianuarie 2007   | Anderson Mesa      | LONEOS                                                 |
| 157759 -        | 2007 DO20           | 17 februarie 2007  | Kitt Peak          | Spacewatch                                             |
| 157760 -        | 2007 DD35           | 17 februarie 2007  | Kitt Peak          | Spacewatch                                             |
| 157761 -        | 2007 DA37           | 17 februarie 2007  | Kitt Peak          | Spacewatch                                             |
| 157762 -        | 2007 DD37           | 17 februarie 2007  | Kitt Peak          | Spacewatch                                             |
| 157763 -        | 2007 DU37           | 17 februarie 2007  | Kitt Peak          | Spacewatch                                             |
| 157764 -        | 2007 DV47           | 21 februarie 2007  | Mount Lemmon       | Mount Lemmon Survey⁠(d)                                 |
| 157765 -        | 2007 DM58           | 21 februarie 2007  | Kitt Peak          | Spacewatch                                             |
| 157766 -        | 2007 DF97           | 23 februarie 2007  | Catalina           | CSS                                                    |
| 157767 -        | 2007 DG99           | 25 februarie 2007  | Mount Lemmon       | Mount Lemmon Survey⁠(d)                                 |
| 157768 -        | 2007 DQ101          | 23 februarie 2007  | Mount Lemmon       | Mount Lemmon Survey                                    |
| 157769 -        | 2007 EB43           | 9 martie 2007      | Kitt Peak          | Spacewatch                                             |
| 157770 -        | 2007 EO57           | 9 martie 2007      | Kitt Peak          | Spacewatch                                             |
| 157771 -        | 2007 EV127          | 9 martie 2007      | Mount Lemmon       | Mount Lemmon Survey⁠(d)                                 |
| 157772 -        | 2007 EK130          | 9 martie 2007      | Mount Lemmon       | Mount Lemmon Survey                                    |
| 157773 -        | 2007 EW135          | 10 martie 2007     | Mount Lemmon       | Mount Lemmon Survey                                    |
| 157774 -        | 2007 FF             | 16 martie 2007     | Mount Lemmon       | Mount Lemmon Survey                                    |
| 157775 -        | 2007 FZ1            | 16 martie 2007     | Catalina           | CSS                                                    |
| 157776 -        | 2770 P-L            | 24 septembrie 1960 | Palomar            | C. J. van Houten, I. van Houten-Groeneveld, T. Gehrels |
| 157777 -        | 6239 P-L            | 24 septembrie 1960 | Palomar            | C. J. van Houten, I. van Houten-Groeneveld, T. Gehrels |
| 157778 -        | 6812 P-L            | 24 septembrie 1960 | Palomar            | C. J. van Houten, I. van Houten-Groeneveld, T. Gehrels |
| 157779 -        | 7582 P-L            | 17 octombrie 1960  | Palomar            | C. J. van Houten, I. van Houten-Groeneveld, T. Gehrels |
| 157780 -        | 7620 P-L            | 17 octombrie 1960  | Palomar            | C. J. van Houten, I. van Houten-Groeneveld, T. Gehrels |
| 157781 -        | 3077 T-2            | 30 septembrie 1973 | Palomar            | C. J. van Houten, I. van Houten-Groeneveld, T. Gehrels |
| 157782 -        | 3296 T-2            | 30 septembrie 1973 | Palomar            | C. J. van Houten, I. van Houten-Groeneveld, T. Gehrels |
| 157783 -        | 2124 T-3            | 16 octombrie 1977  | Palomar            | C. J. van Houten, I. van Houten-Groeneveld, T. Gehrels |
| 157784 -        | 3458 T-3            | 16 octombrie 1977  | Palomar            | C. J. van Houten, I. van Houten-Groeneveld, T. Gehrels |
| 157785 -        | 4233 T-3            | 16 octombrie 1977  | Palomar            | C. J. van Houten, I. van Houten-Groeneveld, T. Gehrels |
| 157786 -        | 4345 T-3            | 16 octombrie 1977  | Palomar            | C. J. van Houten, I. van Houten-Groeneveld, T. Gehrels |
| 157787 -        | 4443 T-3            | 16 octombrie 1977  | Palomar            | C. J. van Houten, I. van Houten-Groeneveld, T. Gehrels |
| 157788 -        | 5020 T-3            | 16 octombrie 1977  | Palomar            | C. J. van Houten, I. van Houten-Groeneveld, T. Gehrels |
| 157789 -        | 1991 RK28           | 8 septembrie 1991  | Kitt Peak          | Spacewatch                                             |
| 157790 -        | 1991 VP8            | 4 noiembrie 1991   | Kitt Peak          | Spacewatch                                             |
| 157791 -        | 1992 SK3            | 24 septembrie 1992 | Kitt Peak          | Spacewatch                                             |
| 157792 -        | 1993 FT10           | 19 martie 1993     | La Silla           | UESAC⁠(d)                                               |
| 157793 -        | 1994 EZ5            | 9 martie 1994      | Caussols           | E. W. Elst                                             |
| 157794 -        | 1994 PP14           | 10 august 1994     | La Silla           | E. W. Elst                                             |
| 157795 -        | 1995 CE3            | 1 februarie 1995   | Kitt Peak          | Spacewatch                                             |
| 157796 -        | 1995 FW4            | 23 martie 1995     | Kitt Peak          | Spacewatch                                             |
| 157797 -        | 1995 ON12           | 30 iulie 1995      | Kitt Peak          | Spacewatch                                             |
| 157798 -        | 1995 OZ12           | 22 iulie 1995      | Kitt Peak          | Spacewatch                                             |
| 157799 -        | 1995 SE13           | 18 septembrie 1995 | Kitt Peak          | Spacewatch                                             |
| 157800 -        | 1995 SS18           | 18 septembrie 1995 | Kitt Peak          | Spacewatch                                             |